# Giro del Trentino 1993
Il Giro del Trentino 1993, diciassettesima edizione della corsa, si svolse dall'11 al 14 maggio su un percorso di 695 km ripartiti in 4 tappe, con partenza a Riva del Garda e arrivo ad Arco. Fu vinto dall'italiano Maurizio Fondriest della Lampre-Polti davanti al suo connazionale Claudio Chiappucci e al venezuelano Leonardo Sierra.

## Tappe
| Tappa  | Data      | Percorso                   | km  | Vincitore di tappa | Leader cl. generale |
| ------ | --------- | -------------------------- | --- | ------------------ | ------------------- |
| 1ª     | 11 maggio | Riva del Garda > Trento    | 168 | Guido Bontempi     | Guido Bontempi      |
| 2ª     | 12 maggio | Torbole sul Garda > Merano | 165 | Maurizio Fondriest | Guido Bontempi      |
| 3ª     | 13 maggio | Merano > Roncone           | 190 | Maurizio Fondriest | Maurizio Fondriest  |
| 4ª     | 14 maggio | Roncone > Arco             | 172 | Maurizio Fondriest | Maurizio Fondriest  |
| Totale | Totale    | Totale                     | 695 |                    |                     |

## Dettagli delle tappe

### 1ª tappa
- 11 maggio: Riva del Garda > Trento – 168 km

| Pos. | Corridore          | Squadra      | Tempo    |
| ---- | ------------------ | ------------ | -------- |
| 1    | Guido Bontempi     | Carrera      | 4h31'02" |
| 2    | Gianluca Bortolami | Lampre-Polti | s.t.     |
| 3    | Maurizio Molinari  | Amore & Vita | s.t.     |

| Pos. | Corridore      | Squadra | Tempo |
| ---- | -------------- | ------- | ----- |
| 1    | Guido Bontempi | Carrera |       |

### 2ª tappa
- 12 maggio: Torbole sul Garda > Merano – 165 km

| Pos. | Corridore          | Squadra      | Tempo    |
| ---- | ------------------ | ------------ | -------- |
| 1    | Maurizio Fondriest | Lampre-Polti | 4h24'54" |
| 2    | Gianluca Bortolami | Lampre-Polti | s.t.     |
| 3    | Guido Bontempi     | Carrera      | s.t.     |

| Pos. | Corridore      | Squadra | Tempo |
| ---- | -------------- | ------- | ----- |
| 1    | Guido Bontempi | Carrera |       |

### 3ª tappa
- 13 maggio: Merano > Roncone – 190 km

| Pos. | Corridore          | Squadra      | Tempo    |
| ---- | ------------------ | ------------ | -------- |
| 1    | Maurizio Fondriest | Lampre-Polti | 4h14'19" |
| 2    | Claudio Chiappucci | Carrera      | a 1"     |
| 3    | Leonardo Sierra    | ZG Mobili    | a 13"    |

| Pos. | Corridore          | Squadra      | Tempo |
| ---- | ------------------ | ------------ | ----- |
| 1    | Maurizio Fondriest | Lampre-Polti |       |

### 4ª tappa
- 14 maggio: Roncone > Arco – 172 km

| Pos. | Corridore          | Squadra           | Tempo    |
| ---- | ------------------ | ----------------- | -------- |
| 1    | Maurizio Fondriest | Lampre-Polti      | 4h14'09" |
| 2    | Claudio Chiappucci | Carrera           | a 1"     |
| 3    | Dmitrij Konyšev    | Jolly Componibili | a 11"    |

| Pos. | Corridore          | Squadra      | Tempo     |
| ---- | ------------------ | ------------ | --------- |
| 1    | Maurizio Fondriest | Lampre-Polti | 18h13'36" |
| 2    | Claudio Chiappucci | Carrera      | a 11"     |
| 3    | Leonardo Sierra    | ZG Mobili    | a 38"     |

## Classifiche finali

### Classifica generale
| Pos. | Corridore              | Squadra                          | Tempo     |
| ---- | ---------------------- | -------------------------------- | --------- |
| 1    | Maurizio Fondriest     | Lampre-Polti                     | 18h13'36" |
| 2    | Claudio Chiappucci     | Carrera-Tassoni                  | a 11"     |
| 3    | Leonardo Sierra        | ZG Mobili                        | a 38"     |
| 4    | Wladimir Belli         | Lampre-Polti                     | a 50"     |
| 5    | Marco Pantani          | Carrera-Tassoni                  | a 54"     |
| 6    | Francesco Casagrande   | Mercatone Uno-Medeghini-Zucchini | a 1'00"   |
| 7    | Zenon Jaskuła          | MG Boys Maglificio-Technogym     | a 1'18"   |
| 8    | Nelson Rodriguez Serna | ZG Mobili                        | a 1'26"   |
| 9    | Stefano Della Santa    | Eldor-Viner/Mapei-Viner          | a 1'34"   |
| 10   | Vladimir Pulnikov      | Carrera-Tassoni                  | a 1'42"   |